# Вануату на летних Олимпийских играх 2020
Республика Вануату на летних Олимпийских играх 2020 года была представлена в трёх видах спорта. Первоначально Олимпийские игры должны были состояться в 2020 году, однако из-за пандемии COVID-19 МОК принял решение перенести Игры на 2021 год. Это было девятое подряд появление страны на летних Олимпийских играх.

## Состав сборной
Ниже приводится список участников Игр.
 Академическая гребля
1. Рио Рии

 Дзюдо
1. Хьюго Кумбо

 Настольный теннис
1. Йошуа Шин

## Результаты соревнований

### Академическая гребля
В отборочный заезд гребных соревнований попадают спортсмены, выбывшие в предварительном раунде. В финал A выходят 6 сильнейших экипажей, остальные разыгрывают места в утешительных финалах B-F.
Мужчины
| Соревнование | Спортсмены | Отборочная гонка | Отборочная гонка | Утешительный заезд | Утешительный заезд | Четвертьфинал | Четвертьфинал | Полуфинал | Полуфинал | Финал   | Финал |
| Соревнование | Спортсмены | Время            | Место            | Время              | Место              | Время         | Место         | Время     | Место     | Время   | Место |
| ------------ | ---------- | ---------------- | ---------------- | ------------------ | ------------------ | ------------- | ------------- | --------- | --------- | ------- | ----- |
| одиночки     | Рио Рии    | 8:00.98          | 6 R              | 8:17.00            | 3 SE/F             | не участвовал | не участвовал | 8:19.99   | 3 FF      | 7:49.82 | 30    |

### Дзюдо
Соревнования по дзюдо проводились по системе с выбыванием. В утешительные раунды попадали спортсмены, проигравшие полуфиналистам турнира. Два спортсмена, одержавших победу в утешительном раунде, в поединке за бронзу сражались с дзюдоистами, проигравшими в полуфинале. Республику Вануату представлял единственный дзюдоист на основе индивидуального рейтинга Олимпийских игр Международной федерации дзюдо.
Мужчины
| до 81 кг | Хьюго Кумбо | Не участвовал | UZBШ. Болтабоев П 00:10 | Завершил выступление | Завершил выступление | Завершил выступление | Завершил выступление | Завершил выступление | Завершил выступление | Завершил выступление |

### Настольный теннис
Соревнования по настольному теннису проходили по системе плей-офф. Каждый матч продолжается до тех пор, пока один из теннисистов не выигрывает 4 партии. Сильнейшие 16 спортсменов начинали соревнования с третьего раунда, следующие 16 по рейтингу стартовали со второго раунда. Йошуа Шин получил приглашение принять участие в соревнованиях на основе рейтинга после отмены квалификационного турнира к Олимпийским играм в Океании.

#### Мужчины
| Соревнование     | Спортсмены | Квалификация       | Первый раунд          | Второй раунд         | Третий раунд         | 1/8 финала           | Четвертьфинал        | Полуфинал            | Финал                | Финал                |
| Соревнование     | Спортсмены | Соперник Результат | Соперник Результат    | Соперник Результат   | Соперник Результат   | Соперник Результат   | Соперник Результат   | Соперник Результат   | Соперник Результат   | Место                |
| ---------------- | ---------- | ------------------ | --------------------- | -------------------- | -------------------- | -------------------- | -------------------- | -------------------- | -------------------- | -------------------- |
| одиночный разряд | Йошуа Шин  | не участвовал      | ARGО. Сифуэнтес П 0:4 | Завершил выступление | Завершил выступление | Завершил выступление | Завершил выступление | Завершил выступление | Завершил выступление | Завершил выступление |